# Horst Wolter
Horst „Luffe“ Wolter (* 8. Juni 1942 in Berlin) ist ein ehemaliger deutscher Fußballspieler.

## Leben
Horst Wolter bezeichnet sich selber als „Rucksackberliner“ und als in der Mark Brandenburg geboren. Im Jahr 1952 verließ er mit seinen Eltern die damalige DDR, wo er vorher unter anderem Mitglied der Jungen Pioniere war, wohnte seitdem in Berlin-Charlottenburg und absolvierte eine Lehre als Bäcker in Berlin; daher stammt auch sein Spitzname „Luffe“, wie man in Braunschweig traditionell Brötchen bezeichnet. Nachmittags trainierte er beim SC Charlottenburg als Rechtsaußen. Durch die intensive körperliche Doppelbelastung wechselte er seine Position zeitweise auf Torwart, da er dort weniger laufen musste.

### Karriere

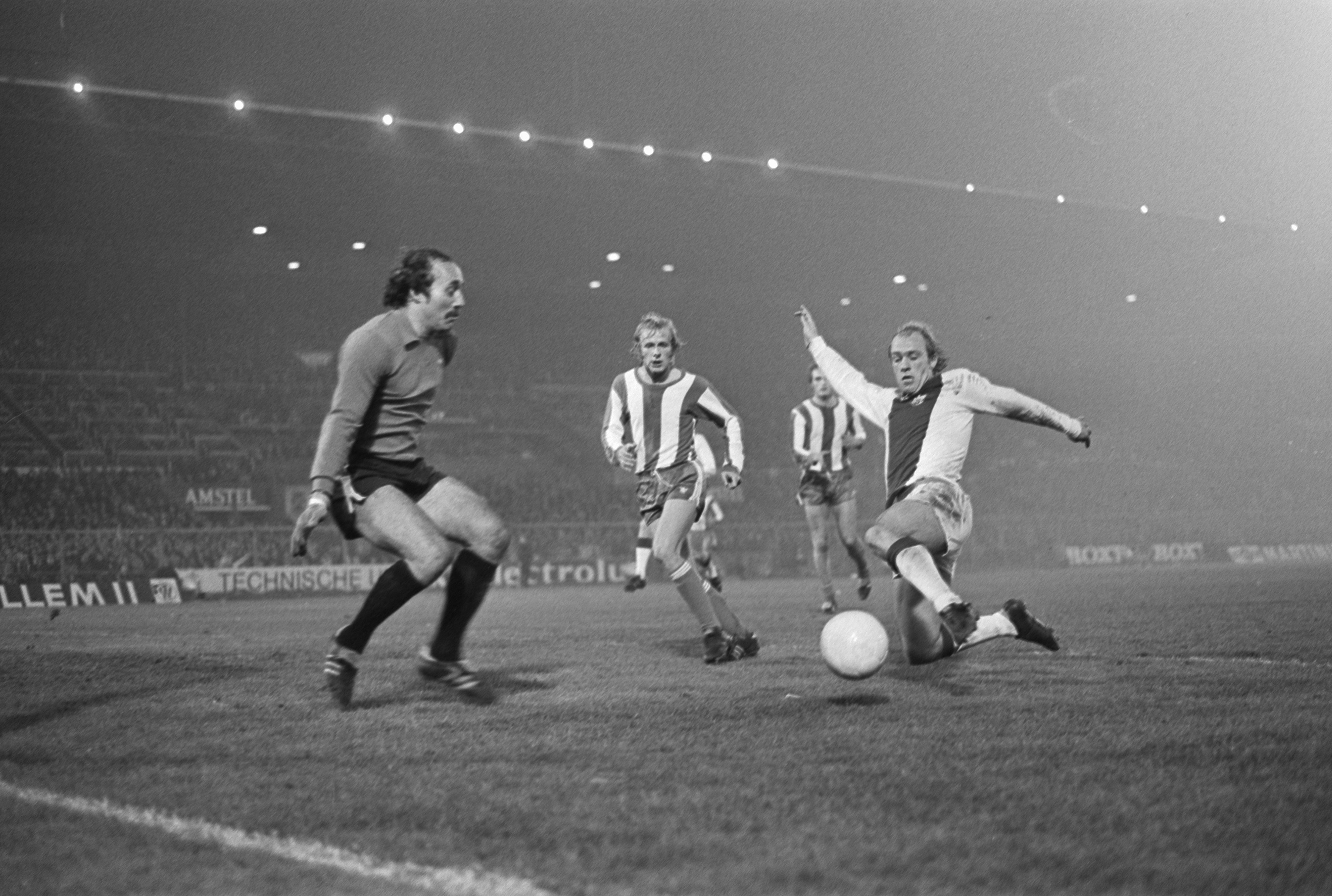
Horst Wolter (links) beim UEFA-Pokal-Spiel gegen Ajax Amsterdam, 5. November 1975

Wolter kam 1959 vom Berliner SC Charlottenburg zu Eintracht Braunschweig, zunächst als Rechtsaußen in die sogenannte Sonderjugend. Seit 1960 spielte er als Torwart erst in der A-Jugend und dann ab 1961 in der Oberliga Nord, damals die höchste deutsche Spielklasse vor Einführung der Bundesliga. Zu dieser Position war er durch Zufall gekommen, da der bisherige Torwart Heinz Winnecke die Eintracht verließ und kein Ersatz vorhanden war. Am 3. Dezember 1961 debütierte Wolter in der Oberliga Nord bei dem 3:1-Sieg gegen Eintracht Nordhorn. In der Oberliga Nord kam Wolter zu fünf Einsätzen für die Eintracht. Wolter absolvierte zwischen 1963 und 1977 als Torwart 243 Spiele in der Fußball-Bundesliga für die Eintracht (195) und für Hertha BSC (48). 1967 wurde er als Stammtorwart des Braunschweiger Teams Deutscher Meister. Insgesamt kassierte die Mannschaft, für die Wolter im Tor stand, im Meisterjahr nur 27 Gegentore und stellte damit einen Bundesliga-Rekord auf, der erst 1988 von Werder Bremen unter Otto Rehhagel mit dem damaligen Stammtorwart Oliver Reck unterboten wurde. 1975 wurde er mit Hertha BSC, wo er dann in den späten achtziger Jahren auch als Manager tätig war, überraschend Vize-Meister. 1977 verließ er Hertha und spielte noch für eine Saison beim VfL Seesen.
Wolter absolvierte zwischen 1967 und 1970 lediglich 13 Spiele für die deutsche Fußballnationalmannschaft, da er hinter Sepp Maier immer als Ersatztorwart gesetzt war. Er wurde mit dem Nationalteam Dritter bei der Fußball-Weltmeisterschaft 1970 in Mexiko. Das 1:0 im Spiel um Platz drei gegen Uruguay war sein letztes Länderspiel. Er ist somit der einzige deutsche Torhüter, der bei einer Weltmeisterschaft ohne Gegentor blieb.
Zusammen mit der Mannschaft, die den 3. Platz bei der Weltmeisterschaft 1970 errungen hatte, erhielt er das Silberne Lorbeerblatt.
Im Jahr 1971 wurde Wolter wegen seiner Beteiligung am Bundesliga-Skandal zu einer Geldstrafe in Höhe von 4400 DM verurteilt. Grund waren die Vorkommnisse im Abstiegskampf 1971, in dem es Manipulationen gegeben hatte. Insgesamt 16 Braunschweiger Spieler gestanden dem DFB, dass sie im Spiel gegen Oberhausen, welches 1:1 ausging, zwar keine Manipulation ausgeübt hatten, den Braunschweigern wurde aber von Arminia Bielefeld eine zusätzliche Siegprämie von zunächst 120.000 DM (später auf 170.000 DM erhöht) versprochen. 100.000 DM wurden vorab ausbezahlt, 40.000 DM nach dem Spiel.
Eine am 15. Mai 1974 zur Fußball-WM in Deutschland erschienene Sondermarke der Deutschen Bundespost (Michel-Nr. 811) zeigt eine Parade Horst Wolters, jedoch leicht verfremdet, da traditionsgemäß lebende Personen nicht auf deutschen Briefmarken abgebildet werden.

### Nach der Karriere
Neben der Karriere absolvierte Wolter eine Ausbildung als Bankkaufmann, später war er von 1986 bis November 1990 Manager von Hertha BSC. Danach war er als Versicherungsmakler tätig. Im Jahr 2000 wurde bei ihm Lymphdrüsenkrebs festgestellt, den er erfolgreich überwand. Wolter lebt in Bad Harzburg. Dort ist er auch Vorsitzender des Wirtschaftsbeirates des Goslarer SC.